# Om tårar vore guld
Om tårar vore guld, skriven av Agnetha Fältskog, är en sång som Agnetha Fältskog spelade in och släppte på singel 1970 samt på albumet Som jag är samma år. Melodin testades på Svensktoppen, där den låg i 15 veckor under perioden 12 april-19 juli 1970, och som bäst låg trea.
Låten tolkades 1990 av Stig Lorentz med Diana Thylin på albumet Stig Lorentz med Diana.